# Як-1
Як-1 е съветски самолет изтребител от ВВС на СССР. Най-масовият – 36 хиляди бр. (включително и останалите членове на семейството „Як“ – Як-1, Як-7, Як-9; Як-3), близо 60% от цялото производство на съветски изтребители, летели от първия до последния ден на Великата отечествена война. Прост, непретенциозен, с превъзходни летателни качества. Станал родоначалник на семейство от самолети.

## История
В началото на 1939 г. в Кремъл се провеждат две съвещания на висшето ръководство на страната с деятели на авиационната промишленост и ВВС. На тях е приета програма за цялостна модернизация на съветските ВВС, безпрецедентна в историята на света. А. С. Яковлев, по това време изтъкнат конструктор на спортни и леки самолети, е специално поканен от Сталин да вземе участие в тази програма. Така през май 1939 година конструкторското бюро започва проектирането на своя пръв изтребител И-26, родоначалник на семейството от витлови едномоторни изтребители с марката „Як“. Първоначалната идея е създаването на изтребител за средни и големи височини, според тогавашната концепция в съветските ВВС. В задачата се предполага да се построят два самолета: единият с двигател с водно охлаждане М-106 (мощност при излитане 1600 к.с.), и един с двигател М-105 (1100 к.с.) с два турбокомпресора ТК-2. По ТТЗ първият е трябвало да има скорост от 620 км/ч на височина от 6000 м., а вторият 650 на 8 – 10 000 м. Основен проблем при проектирането на И-26 е липсата на двигателя М-106, чиято разработка се забавя. И тъй като младото ОКБ има всичко на всичко година, за да създаде самолета, се приема нелекото решение да се използва по-малко мощният, но вече в производство М-105П. Същата тази година Яковлев посещава Германия заедно със съветската авиационна делегация и разбира, че немската авиация не се готви да лети на големи височини и затова двигателят М-105 остава като приемливо решение. Другият голям проблем е конструкцията на самолета. Самолетът трябва да бъде лек, технологичен и с добри летателни характеристики.
По това време цветната металургия не произвежда достатъчно количества дуралуминий и затова се налага да се търсят други пътища. И решение е намерено, макар и по пътя на компромисите. Крилото е изработено като едно цяло. Това намалява теглото с близо 100 кг, но значително усложнява транспортирането и ремонта. Само за 99 дни приключва проектирането на И-26 и през декември 1939 г. самолетът напуска цеха. Това е подвиг. Когато в КБ на Юнкерс работят близо 450 инженери и техници; при Курт Танк – „Фоке-Вулф“ работят повече 250 души, то ОКБ на Яковлев се състои от 45 конструктори и чертожници и 152 работници. Първият полет е извършен на 13 януари 1940 г. от шеф пилота на ОКБ Юлиан И. Пионтковски. На 14 април излита и вторият прототип, пилотиран от летецът изпитател С. Корзинщиков. Изпитанията на новия изтребител вървят много трудно. Самолетът е пълен с детски болести – така се наричат всички технически проблеми и дефекти, които се появяват по новите самолети.
От 43 полета 15 завършват с принудително кацане с неработещ двигател. Цели пет двигателя са заменени. Казва си думата и липсата на опит сред конструкторския колектив. Но най-вече буквално всичко – материали, комлектоващи изделия и агрегати са нови или в стадий на разработване. Първоначално въоръжението на И-26 е едно 20-мм оръдие ШВАК, стрелящо през кухия вал на редуктора на двигателя и четири 7,62-мм картечници ШКАС. Но тъй като теглото е с 300 кг над разчетното, благодарение на по-високото тегло на комплектуващите изделия се налага да се свалят две 7,62 мм картечници и да се намали боекомплекта на оръдието на И-26-2.
Изпитателите откриват редица недостатъци на новата машина: недостатъчна здравина на конструкцията на планера – лошо качество на шперплата, коефициентът на сигурност е 11 вместо 13; недостатъчен противокапотажен ъгъл – 24° при 26,5° по норматив. Но най-големи проблеми има с витломоторната група. Тече масло от картера, грее двигателят, масленият и водният радиатори текат поради лоши спойки. Витлото ВИШ-52П реагира бавно на промяната на стъпката и често води до превишаване на оборотите на двигателя. Лоша вентилация на кабината и липса на радиостанция. При един от полетите на 26 април 1940 г. загива известният летец изпитател Ю. Пионтковски. Трагедията става при изпълнение на свредел. Тръгва мълвата, че самолетът не може да излиза от свредел. Тогава новия шеф пилот на Яковлев, П. Федрови прави няколко свредела и доказва, че самолетът се държи нормално в свредел, а истинската причина за трагедията са колесниците на изтребителя, чиято кинематика съчетана със зле пресметната хидравлика води в даден момент до изтърване на ключалките и колесникът започва да се удря в крилото и то се разрушава. Бърза се. Работи се под голямо напрежение. Сталин ежедневно се интересува докъде са достигнали нещата със самолета. Ръководството на страната е притеснено. На него му тряват модерни, но евтини и удобни за масово производство изтребители, защото се работи по бъдещото завладяване на Европа и докъм средата на 1942 г. ВВС на СССР трябва да бъдат напълно окомплектовани с тях. В този момент още два самолета са готови за полети – ЛаГГ-1 и МиГ-1, но те са все още в етап на разработване. И Сталин рискува. На 4 май 1940 година с постановление на правителството в авиозаводите в Ленинград – завод № 47, Москва – №№ 30 и 301 и Саратов – №292 е започнато серийното производство на самолета. А на 1 юни 1940 г. самолетът е приет за държавни изпитания в Научно изследователския институт на ВВС. В началото на 1940 година пристигат закупените от Германия образци на авиационна техника и те се изпитват в същия институт.
Сред тях е и Ме-109Е-3 „Емил“. Оказва се, че самолетът на „протежето“ на Сталин Яковлев е по-добър от своя противник – по-добра маневреност, по-голяма скороподемност и по-висока скорост. И въпреки това той не минава военните изпитания, върнат е за доработка. През декември 1940 година самолетът получава наименованието Як-1. От този момент нататък всички самолети изтребители се наименуват с името на конструктора или конструкторите им и цифра – нечетна за изтребители и четна за останалите – бомбардировачи, разузнавателни и т.н. Три са основните изтребители върху които се работи в навечерието на Великата Отечествена война – Як-1, Миг-1 и ЛаГГ-1, но Як-1 ги превъзхожда по основни показатели: той е най-лекият, има отлични пилотажни характеристики и добра устойчивост във всички режими на полета. Самолетът е достъпен за пилоти със средна и под средна степен на квалификация, което е особено ценно за фронтови изтребител. По съвкупността си на бойни качества Як-1 се оказва най-добрият съветски изтребител в предвоения период и началото на войната. На базата на И-26 са създадени още три опитни самолета: УТИ-26 учебно-тренировъчна версия, на чиято база по-късно ще бъде създаден Як-7, И-28 и И-30.
И-28 – височинен изтребител прехващач, аналогичен на И-26 с двигател-М-105ПД-оборудван с двустепенен турбокомпресор. По време на един от полетите достига 665 км/ч на височина от 9150 м., най-голямата скорост достигана в СССР по това време. Освен голямата скорост сомолетът е запазил всички положителни черти на своя родител И-26: отлична маневреност, лекота при пилотиране и лесно обслужване. Но отново лошата и ненадеждната работа на двигателя не позволява на този самолет да се превърне в отличен боен изтребител.
И-30 е последният предвоенен самолет на Яковлев. В него е заложен целият опит на ОКБ получен при работа с досегашните изтребители на бюрото. Височинен двигател М-105ПД, реактивни изпускателни тръби в обтекатели, целометалическо крило с разглобяеми полукрила, с автоматични предкрилки, колела с увеличен диаметър, две допълнителни оръдия ШВАК в крилото, приемо-предавателна радиостанция и още много други подобрения. В сравнение с МиГ-3 има четири пъти по-голям секунден залп и по-голяма маневреност. Но започналата война и евакуацията на авиопредприятията провалят серийното призводство на този много перспективен самолет. Серийните Як-1 се модернизират нееднократно, отчитайки натрупаният боен опит, както и исканията на фронтовите летци.

## Яковлев Як-1 и началото на една легенда
Як-1 – е първият и един от основните изтребители в семейството на „Як“, станал базов за следващите типове и модификации. По предназначение Як-1 е едноместен фронтови изтребител, а по схемата – свободноносещ (т.е. без подкоси и расчалки) моноплан с ниско разположено крило и прибиращо се в полета шаси с обичайна схема. Конструкция – смесена, фюзелаж и моторама – фермени, заварени от хромсилицеви тръби и представляващи едно цяло. Предната част на тялото образува капота на двигателя. Задната част на фюзелажа е покрита с плат отстрани, а отгоре и отдолу е покрита с шперплат. Пилотската кабина е закрита от трисекционен фанар от плексиглас. В задната част кабината поставена бронирана преграда с дебелина 8 мм. Крилото е дървено, цяло с работеща шперплатова обшивка с дебелина от 5 до 2,5 мм. Витломоторната група на Як-1 се е състояла от 12-цилиндров двигател с течно охлаждане М-105П с мощност 1050 к.с. на височина 4000 м и металическо трилопатно витло с изменяема в полета стъпка ВИШ-61П с диаметър 3 м. Втулката на витлото се е закривала с обтекател-кок. Стрелковото въоръжение на първите серийни Як-1 се състояло от едно моторно оръдие ШВАК с клибър 20 мм и две синхронни 7,62 мм картечници ШКАС. До Сталинградската битка Як-1 е имал на въоръжение и шест ракети РС-82 с калибър 82 мм и до 200 кг бомби на външно окачване. По време на серийното производство голяма част от най-сериозните недостатъци на Як-1 са отстранени, в неговата конструкция са внесени множество изменения, например е поставен по-мощен двигател М-105ПФ с витло ВИШ-105СВ, на мястото на двете малокалибрени картечници ШКАС е поставена една синхронна 12,7 мм картечница УБС, за подобряване на обзора назад е намалена височината на гаргрота на тялото зад кабината, съществено е подобрена аеродинамиката на самолета, поставен е механизъм за аварийно изхвърляне на подвижната средна част на кабината... Як-1 взема участие в бойни действия от първия до последния ден на войнната. Той се представя като отличен изтребител за малки и средни височини, способен да „надманеврира“ всеки противник, показвайки отлична устойчивост във всякакви условия на полета и превъзходна управляемост при големи ъгли на атака. (това е запазената марка на всички витлови изтребители на Яковлев-прекрасните пилотажни качества-бел. авт.). Към есента на 1942 г. Як-1 става най-разпространения съветски изтребител, на който летят близо 1/3 от полковете на ВВС на СССР и по общото мнение на всички, най-удачният от новото поколение изтребители – Як-1, ЛаГГ-3, МиГ-3.
Як-1 се ползва с голяма популярност и любов сред летателния и техническия персонал. Много съединения, въоръжени с Як-1, са от първите получили високото звание „Гвардейски“. Например 220 ИАД от 16 ВА с командир подполковник А.В.Утин въоръжена само с Як-1 в разгара на Сталинградската битка е била преобразувана в 1-ва гвардейска ИАД. Много пилоти, станали по-късно впоследствие герои на Съветския съюз са летели на Як-1. Най-резултатният летец изтребител по времето на отбраната на Москва през 1941 г. е командирът на ескадрила от 11 ИАП капитан К. Н. Титенков. За два месеца и половина на Як-1 той извършва 172 бойни полета и сваля 6 вражески самолета. Още при първото нападение на немски бомбардировачи над Москва през нощта на 22 юли 1941 г. Титенков сваля водещия самолет Хе-111, в чийто командир се оказват интересни секретни документи. Капитан Титенков загива на 10 октомври 1941 г. и на 29 същия месец посмъртно му е присвоено званието Герой на Съветския съюз. Три пъти Героят на Съветския съюз А.И.Покришкин получава своята първа звезда летейки на Як-1.
От трите приети на въоръжение през 1940 г. изтребители Як-1 се оказва най-големият дълголетник. МиГ-3 е свален от производство през декември 1941 г., а ЛаГГ-3 в началото на 1942 г. (в един от заводите се произвежда до есента на 1943 в малка серия). А Як-1, пръв пуснат в серия, се произвежда от септември 1940 до юли 1944 г. Як-1 се произвежда в различни варианти, това число в зимен вариант; с ракетно и бомбардировъчно въоръжение; в облекчен вариант; с подобрен аеродинамика; с подобрен озор, брониране и въоръжение; с оборудване за нощни полети в системата на ПВО и т.н. Но за разлика от Як-7, Як-9 и Як-3 нямат официално утвърдени индекси.

## Разновидности

### Як-1 М-105П войскова серия
Як-1 М-105П от така наречената „войскова серия“ дала началото на масовото производство – 1941 г.
И-26 първоначално е пуснат в така наречената „малка“, „нулева“, или „войскова“ серия на московския завод № 301. Тази серия от 11 самолета е предназначена за провеждане на войсковите изпитания, а също така и участие във въздушните паради на Червената армия. Последното е много важното в навечереито на надигащата се война. Решението за пускането на Як-1 в серийно производство в завод № 301 е прието на 27 април 1940 г., когато на първия опитен екземпляр И-26-1, преминаващ заводски изпитания, все още не е извършен нито един пълноценен полет и когато все още не са открити всички дефекти и не направени доработките необходими за пускането на самолета в серия. През март-април 1940 г. в завод № 301 е командирована от ОКБ бригада от висококвалифицирани специалисти начело с водещия инженер Константин В. Синелщиков. Те предават на завода чертожна и технологична документация и помагат за по-бързото налагане на производството. За усвояване на серийното производство е установен срок от 3 – 4 месеца.
Първите серийни Як-1 са аналогични с И-26-1 и затова имат и същите конструктивни и технологични дефекти. На самолета липсват бензиномер, генератор, радиостанция. Полетното тегло на серийния самолет е 2844 кг. До края на юни 1940 г. са произведени 11 екземпляра. Открити и са отстранени са множество дефекти, но като цяло получените резултати от последвали изпитания доказват, че ВВС притежават ново силно оръжие. Петица от тези самолети участват на парада по случай 7 ноември начело с командира на 11 ИАП полковник Г.А. Когрушев и прави голямо впечатление. Значението на войсковата серия е голямо. Тя позволява на серийния завод да се подготви максимално за бъдещото масово производство на самолета. Отработени са голяма част от технологичните и производствените въпроси. Подготвени са необходимото технологично оборудване. Позволява да се запознае летателния и технически персонал с особеностите на изтребителя.

### Як-1 М-105П масова серия
От 4 май 1940 Як-1 е пуснат в масова серия в три авиационни предприятия – № 47 в Ленинград; № 301 в Москва и № 292 в Саратов. Ленинградския завод е евакуиран в Чкалов и произвежда само два самолета по детайли на завод № 292. Още 65 проиведени от московския завод № 30 също по детайли на Саратовския АЗ. В завод № 301 до март 1941 г. са произведени 117 машини. След това произвежда Як-7УТИ. Впоследствие основната тежест на производството поема Саратовският авиозавод № 292. Постепенно са решени в голяма степен всички проблеми около самолета. Макар и да остават, някои проблеми с двигателя – все още избива масло от картера на двигателя, има дефекти в изпускателните тръби. Както и малкият ъгъл на завъртане на опашното колело и недостатъчната здравина на тръбите на кислородния апарат. През ноември 1941 г. в НИИ ВВС постъпва Як-1 от саратовския завод със сериен № 20 – 29. На него са поставени доста нови неща: приемопредавателна радиостанция РСИ-4(на всеки десети самолет приемник и предавател, а на останалите – приемник); фар за кацане; управление на форсажа на двигателя; заслон на впръскващата тръба; маслоотразителни дискове на кока на витлото и на предното ребро на капота на двигателя, ракетен пистолет; система за запълване на резервоарите за гориво с неутрални газове от изходящите труби на мотора, по-късно е махната. От 1941 година започва поставянето на новия подсилен двигател М-105ПА, който има усилена конструкция на картера и буталата; безпоплавков карбуратор, който му позволява до 5 мин. гръбен полет и пикиране с отрицателно претоварване; хиперболическо струговане на лагерите на коляновия вал, което увеличава износоустойчивостта му; по-добър регулатор на оборотите, намален разход на гориво 270 – 280 гр/ч. Полетното теглото на самолетите в сравнение с първите прототипи (2700 кг) е нараснало до 2950 кг, поради слаб технологичен контрол и внасяне на промени по конструкцията. Но постепенно нещата се оправят и скоро теглото се свежда до нормалните за Як-1 с М-105П 2917 кг. Летателните характеристики на серийните самолети от 1941 – 1942 гг. като цяло са понижени спрямо И-26-2. Максималната хоризонтална скорост на серийните Як-1 М-105ПА на морското равнище е 471 – 473 км/ч. със 17 – 19 км/ч по-малка от прототипа и на 2-рата граница на висотността 4860 м е 560 – 573 км/ч (19 – 25 по-ниска). Причините са много и различни – технологични, аеродинамични и конструктивни. Намалена е и скороподемността 5,7 мин до 5000 м срещу 5 на първите серии. Тук има разлика в изчисленията, тъй като на серийните самолети се определяла при 2700 об/мин, вместо 2400 – 2600 об/мин на опитния образец. Летателните данни на Як-1 в строевите поделения са по-ниски отколкото на новите, даже има случаи, когато скоростта е падала до 50 км/ч.
Тук причините са много, бойната работа в полеви условия е тежка и трудоемка. Въпросът за възстановяване на летателно-технически данни е поставен пред НКАП и скоро на завод № 292 се появява бригада от ОКБ на Яковлев. С тяхна помощ скоро са възстановени. Як-1 М-105ПА превъзхожда Me-109Е по скорост до земята с 50 км/ч и на височина 3000 м – с 54 км/ч. През есента на 1941 г. на фронта се появява новата модификация – Ме-109F-2 с модифицирания двигател DB601N1. Във въздушните двубои провеждащи се на височина до 3000 м Ме-109 F-2 има преимущество най-вече във вертикалния маньовър. Над 3000 м Як-1 има явно преимущество по скорост, а на височини между 2000 и 5000 м може с успех да се бие с Ме-109F на виражи и насрещни курсове. Недостатъкът на Яковлевския първенец е по-слабата скороподемност и голямата загуба на височина във въздушните двубои до 2000 м. Як-1 с М-105П и М-105ПА се произвежда серийно от септември 1940 г. до май 1942 г.; построени са 2947 самолета.

### Як-1 М-105ПА в зимен вариант
Як-1 М-105ПА в зимен вариант се произвежда през зимата на 1941 – 1942 г. Представлява нормален сериен Як-1, на който се правят някои модификации, за да може да се използва и през зимния период (който е много дълъг) и за да не се налага почистване на летищата – поставя се прибираемо ски-шаси вместо колесно; самолетите са боядисани с лесносваляема боя МК-7 (директно върху летния камуфлаж); отоплителни агрегати. Скоростта във всички диапазони пада с 30...40 км/ч, теглото се е увеличило със 74 – 75 кг (50 кг ски, боя 4 – 5 кг и отопление 20 кг) и достига 2985 кг. Това поставя в неизгодно положение съветските самолети, защото немските самолети летят целогодишно без такива „придобивки“ които да им свалят летателните качества. От септември до 25 февруари 1941 г. са произведени 830 бр. Отказът от ски принуждава да се направи нова организация за почистване на летищата от сняг.

### Як-1 М-105ПА с бомбардировъчно и реактивно въоръжение
С цел да се изпълнят по пълно изискванията на фронта се налага да се увеличат задачите, които се поставят за изпълнение пред самолета, се налага монтирането на ракетно и бомбово въоръжение. На Як-1 бомбодържатели се поставят от 5-а до 126-а серия и от 148-а серия до последната – 192-рата серия на саратовския завод № 292. От февруари до юни 1943 г.(от 127-а до 147-а серия) бомбодържатели не се поставят във връзка с провеждане работите по олекотяване на самолета. На самолета има два бомбодържателя за бомби с калибър 25 – 100 кг (ФАБ-25 – ФАБ-100). Поставянето на бомбардировъчно въоръжение се оказва неоправдано, тъй като не са взети предвид възможностите на двигателя М-105ПА. Поради липсата на специален прицел се оказва, че е и неефективно. За летците бомбодържателите са „мъртъв товар“ и по строевите части масово ги свалят. Произведени са на 7509 самолета с бомбодържатели. Реактивното въоръжение се появява на Як-1 от октомври 1941 г.(43-та серия) до май 1942 г.(65-а серия) и за пръв път се използват под Москва. Използвани са РС-82 (82 мм) монтирани на 6 пускови установки. Оказва се, че тази придобивка изяжда до 30 км/ч и съчетано с практиката да се лети с отворена кабина (минус 20 км/ч), въздушният двубой с новите „Месершмити“ е почти невъзможен. Затова НКАП е принуден да спусне заповед за премахване на РС-те от Як-1, Як-7 и ЛаГГ-3. Всичко са построени 1148 Як-1 с РС-82.

### Як-1 М-105ПФ
От юни 1942 г. на серийните самолети започва поставянето на новия по-мощен, но по-малко височинен двигател М-105ПФ. По-късно е преименуван на ВК-105ПФ. Мощността, на двигателя е 1210 к.с. до земята; на първата граница на височинност от 700 м е 1260, а на 2-рата граница на височинност на 2700 м е 1180 к.с. Мощността е увеличена за сметка на увеличаване на налягането, намаления ресурс и други по-дребни промени. Във връзка с поставянето на новия двигател са направени и някои доработки: поставен е маслорадиатор ОП-352 с по-голяма охлаждаща повърхност; променена е формата на гондолата на маслорадиатора; от тунела на водния радиатор е снета предпазващата охранителная мрежа. Направените промени не променят полетното тегло и то остава в границите на нормалното 2885 кг. С новия двигател се подобряват съществено полетните характеристики. Максималната скорост се увеличава: до земята – с 27 км/ч, а на 5000 м със 7 км/ч, времето за набор на височина с 0,8 мин., времето за вираж на 1000 м височина – с 0,5 сек, наборът на височина за изпълнение на боен завой се увеличава със 150 м, дължината на разбега се намалява с 45 м. Таванът, далечината и продължителността на полета не се променят, но се влошава температурният режим на витломоторната група. С поставянето на М-105ПФ се ликвидира превъзходството в скорост на немския Ме-109F на малки и средни височини. Проведените учебни боеве на Як-1 М-105ПФ с Ме-109F показват, че на 1000 м Ме-109F има незначително превъзходство във вертикалните и хоризонталните маневри и ако атаката не е била неочаквана, Ме-109F може да застане зад опашката на Як-1 след 4 – 5 виража. Изходът за Як-1 е скриване в облаците или помощ от друг самолет. На тази височина най-подходяща е челната атака. На 3000 м височина силите са изравнени, практически въздушният двубой се свежда до челни атаки. За Як-1 е по-добре да пренася въздушният бой на по-голяма височина, на 3000 м. На височина от 5000 м Як-1 М-105ПФ има явно преимущество както по максимална скорост, така и по хоризонтална и вертикална маневреност. Як-1 свободно догонва Me-109F, принуждавайки го да влезе във въздушен бой. Me-109F не може да заеме изгодна позиция за атака и се принуждава да бяга на по-ниски височини. Як-1 М-105ПФ се произвежда серийно от юни 1942 г. до юли 1944 г. Всичко са произведени 5672 самолета. Самолетите Як-1 М-105ПФ успешно се използват във Великата Отечествена война от Сталинградската битка, есента на 1942 г.

### Як-1 М-105ПФ с подобрена аеродинамика
Як-1 М-105ПФ с подобрена аеродинамика представлява сериен самолет на който в ОКБ на Яковлев осъществяват препоръките на ЦАГИ и ЛИИ за подобряване на летателните характеристики. Подобряването на аеродинамиката съчетано с работата по намаляване теглото са оснвните направления по-които работи ОКБ докато самолета се намира в производство. Тази работа се извършва по план на ОКБ, но често се налага да се взимат екстрени мерки по препоръки от фронта или решения на правителството. През лятото на 1942 година на фронта се появяват новите творения на Вили Месерсшмит Ме-109F-4 и Ме-109G-2 са с много по-мощни и височинни двигатели, които им дават предимство във въздушния бой. Напрежението сред руските ВВС нараства. На 13 октомври 1942 г. пред народния комисар на НКАП Шахурин е изнесен доклад за Ме-109G-2. Изнесени са данни за качествата на самолета, според които немският изтребител има подобрени характеристики пред всички руски изтребители. Веднага се вземат мерки да за повишаване на характеристиките им: поставяне на форсирания двигател М-105ПФ, за който писахме по-горе; поставянето на двигателя М-106ск, (едноскоростен), което не се увенчава с успех; понижаване на полетното тегло; подобряване на аеродинамиката. Зададените параметри са: скорост до земята – 525 км/ч, на 3750 (втора граница на височинност) – 590 км/ч вместо съответно 505 и 570 км/ч. За да се постигнат изискваните параметри са проведени следните мероприятия: тялото се херметизира; опашното колело става отново прибираемо; преработени са капота и зализите, махната е предпазната решетка на водорадиатора, кока на витлото е направен по-обтекаем; поставени са обтекатели на изходните тръби на двигателя; последните са направени реактивни; променена е формата на тунелите на водо- и маслорадиаторите; подобрено е качеството на външните повърхности на самолета. С тези мерки са изпълнени изискаванията на ВВС. Поставянето на форсирания двигател и подобряването на аеродинамиката изменят съотношението на скоростите на Як-1 и Ме-109G-2. Як-1 с подобрена аеродинамика превъзхожда по скорост Ме-109G-2, версията с пет огневи точки, тъй като последният е утежнен и във виражен бой често влиза в свредел. С триточковия Me-109G-2 нещата стоят другояче. На височина до 2000 м Як-1 го превъзхожда с 15 км/ч, на 4000 м с 5 км/ч, а на по-големи височини предимството е на страната на немския изтребител. В маневрен въздушен бой до 5000 м Як-1 има по-добра маневреност, особено във виражите. Як-1 с подобрена аеродинамика се произвежда от декември 1942 г. (от 111-а серия) до края на производството на Як-1, т.е. до юли 1944 г. (192-рата серия); всичко са произведени 4461 самолета.

### Як-1 М-105ПФ олекотен
Як-1 М-105ПФ олекотен представлява нормален сериен самолет с намалено полетно тегло. Съществували са два типа олекотени Як-1: прехващач за ПВО и фронтови изтребител. По решение на ГКО от 14 март 1942 г. на саратовския завод е поръчано за 1 април същата година да произведе и сдаде 10 самолета Як-1 в облекчен вариант тип прехващач. Експерименталната поръчка е изпълнена, след поредица мериприятия като най-важните са: премахване на картечниците ШКАС; заменяне на колиматорния прицел с обикновен кръгов; премахване на едната бутилка с кислород; премахване мрежата на водорадиатора; заменяне на дървените стабилизатори с метални от Як-7; премахване на протекторите от безиновите резервоари. На крилото отново се монтират направляващи за РС-82 – 6 броя. Десетте самолета са предадени на в 12 ГвИАП от 16 ИАКна ПВО на Москва. През септември 1942 г. когато под Сталинград се водят най-жестоките въздушни боеве и в небето му се появяват новите Ме109G-2, в завода произвеждат 20 олекотени самолета, които веднага заминават за фронта. Теглото е свалено със 137 кг за сметка на премахването на двете картечници ШКАС с боекопмлекта към тях, радиостанцията, генератора. Заменени са опашните плоскости с метални от Як-7. В резултат на това новите машини са с много по-добра маневреност и скороподемност. За това говори следния случай: При превозването на новите самолети по частите, където те са разпределени, двойката летци от 512 ИАП И.П.Моторний и В.Н.Макаров срещат група от немски изтребители и набързо свалят 2 Ме109G-2. Когато се приземяват и двамата единодушно заявяват, че могат на вертикалите да сразят който и да е месер. Впоследствие бойният опит показва, че добре подготвените летци могат да побеждават немските изтребители Ме109F-4 и Ме109G-2 и по хоризонталите и по вертикалите. Олекотените Як-1 получават висока оценка от летателния състав и от командването 16 ВА. На Сталинградския фронт от 5 до 12 ноември 1942 г. най-добри резултати в бойната работа показват олекотените Як-1. Резултатите от работата по олекотяването и аеродинамичното подобряване на Як-1 по-късно се използват при разработката на Як-9, Як-З и други.

### Як-1 М-105ПА (Як-1Б)
Як-1М-105ПА с подобрени обзор, брониране и въоръжение или както на много места се среща като Як-1Б (особено в бойните части), се появява след като в ОКБ на Яковлев започват работа върху един от серийните Як -1М-105 ПА, на въоръжение в ПВО на Москва. Самолетът със сериен № 35 – 60 произведен от саратовския завод е основно преработен и модернизиран. На него конструкторите от ОКБ намаляват височината на тялото зад кабината, на фанара на кабината е придаден по-аеродинамичен вид, прозрачните елементи на фанара и предната част на кабината са изправени, за да се намали изкривяването на образите и така тази кабина става запазена марка на самолетите Як. Монтирано е и огледало за обратно виждане. Поставени са предно и задно прозрачно бронестъкло, метална пластина над главата на пилота, закрепена за подвижната част на фанара, както и броня на левия подлакътник. Вместо двете 7,62-мм синхрони картечници ШКАС е поставена една 12,7-мм УБС с боезапас от 200 патрона в лявата страна над двигателя, като е съхранено моторното оръдие ШВАК. Снета е пневмосистемата за презареждане на оръдието, мехаическите и пневмомеханическте спусъци на оръдието и картечниците са заменени с елетрически и пневмоелектричеки съответно, заменен е оптическият прицел с механически ВВ-2. Премахнат е лоста за упавление тип „Гервек“ и е заменен с Р-1, подобен на този на Ме-109. Това освобождава лявата ръка от участие в стрелбата. Новото въоръжение увиличава огневата мощ на изтребителя близо 1,15 спрямо серийните версии и 1,1 спрямо Ме-109F-4, и 1,2 – на триточковия Ме109G-2. Полетната маса на самолета се намалява с 8,7 кг. В акта за изпитанието на самолета се казва, че обзорът е най-добрия сред останалите руски самолети. По време на войсковите изпитания на 58 самолета са извършени 669 бойни полета, проведени са 38 бойни полета и са свалени 25 самолета на противника в това число: Me-109F – 5, Ju-87 – 8, He-111 – 3, Hs-126 – 2, FW-190 – 6, Ju-88 – 1. Загуби: 6 Як-1Б.

### Як-1М-106
Як-1 с двигател М-106 и витло ВИШ-61П е опит за повишаване височинноста на Як-1 с цел използването му като изтребител-прехващач в ПВО. Поставен е двигател М-106-1ск, който представлява версия на M-105ПФ с поставен едноскоростен центробежен компресор, конструкция на В.А. Долежал. Мощността на двигателя е по-голяма със 150к.с. на практическия таван. Самолета е с метални надлъжници на крилото и метални стабилизатори. Но поради големите проблеми с витломоторната група и това, че двигателя не е все още готов, самолетът не е приет в производство. Як-1М-106 е строен във филиала на ОКБ – Новосибирският авиационен завод № 153 в един екземпляр в края на 1942 г. През януари 1942 г. се провеждат изпитания на сериен Як-1 с двигател М-106-1ск, който има по-лоши характеристики от гореописаният, но като цяло по-добри от серийните самолети. Максималната скорост достига на височина 3750 м 610 км/ч, достига 6000 м за 5,6 мин. Двигателят отново създава проблеми, но въпреки това е приет на въоръжение. През февруари 1943 г. са произведени 47 самолета, но военната приемателна комисия, отказва да ги приеме на въоръжение.

### Як-1М-105ПФ МПВО
Як-1М-105ПФ МПВО е модификация на серийните самолети Як-1М-105ПФ и е бил предназначен за ПВО. От стандартния самолет се различава по оборудването си за полети нощни и в лоши метеоусловия: фарове ФС-155, вариометър ВР-2, авиохоризонт АГ-5 и радиополукомпас РПК-10, а също така и по по-голямото си полетно тегло. Общото производство на Як-1МПВО през периода 1943 – 1944 г. е 3851 машини.

### УТИ-26
Учебно-тренировъчният УТИ-26 малко се отличава от родителя си И-26.
Още преди появата на новата генерация изтребители ЛаГГ-3, МиГ-3 и Як-1 се поставя въпроса за бързото усвояване на новата техника. Да се създава нов учебно-тренировъчен самолет различен от изброените по-горе е, разбира се, не само нецелесъобразно, но и опасно. Задачата е прекалено важна и срочна, а да се забави или неизпълни е просто немислимо. Затова на 4 май 1940 г. е прието постановление на правителството за създаване на преходен двуместен учебно-тренировъчен самолет с двойно управление УТИ-26 (Як-7) на базата на И-26. Заданието получава А.С.Яковлев, защото е конструктор на И-26 и защото единствен от главните конструктори на новите изтребители има опит в създаването на учебни самолети и може най-добре да се справи с решението ѝ. Всъщност постановлението узаконява започната работа по машината. В същото време конструкцията на И-26 позволява и лесно да се модифицира в учебно-тренировъчен изтребител. Опитният самолет УТИ-26, по-късно наречен Як-7УТИ, е построен в два екземпляра получили обазначения като УТИ-26-1 и УТИ-26-2. Модифицирането на И-26 се състои най-вече в добавянето на втора кабина и свързаните с нея доработки, поставянето на двойно управление на самолета, двигателя, колесника и спирачките. Двигателят е същият като на И-26 – М-15П с мощност от 1050 к.с. на височина 4000 м, снабден с витло ВИШ-61П с диаметър 3 м. Кабината е двуместна с тандемно разположение на пилота и ученика под общ фанар с разделни подвижни части. В предната кабина лети обучаемият, а в задната инструкторът. Оборудването на кабината е идентично с това на И-26. На 17 юни работите по самолета са завършени и той поема към заводското летище. В отчета за държавните изпитания се казва, че учебно-тренировъчният изтребител, конструкция на инженер Яковлев, е най-удачният вариант за тренировка, преобучение и проверка на техниката на пилотиране на летците изтребители, вследствие на което е необходимо да се форсират работите по отстраняване на забележките и пускането му в серия.
В края на 1941 година заместник-главният конструктор в ОКБ К. Синелщиков предлага на основата на Як-7УТИ да се направи изтребител, за да може заводът да произвежда и изтребители без големи корекции в прозводствения цикъл. Идеята е осъществена и така се появява Як-7, дал живот на голяма поредица превъзходни изтребители – Як-7Б, Як-9.